# Bleptina niveigutta
Bleptina niveigutta är en fjärilsart som beskrevs av William Schaus 1916. Bleptina niveigutta ingår i släktet Bleptina och familjen nattflyn. Inga underarter finns listade i Catalogue of Life.